# 天狗寺陶白人
天狗寺 陶白人（てんぐうじ とうはくじん、1951年2月16日 - 2020年1月24日）は、日本の陶芸家。岡山県津山市在住。本名は寺元進で、寺元進名義でも活動していた。「天狗寺陶白人」の名前は、岡山県津山市の天狗寺山を由来とする。
美作の土を使った作陶を行っている。

## 略歴
1951年2月16日に岡山県苫田郡加茂町に産まれる。
1968年に岡山県立津山工業高等学校を、1972年に藤川デザイン学院（現京都造形芸術大学）を卒業する。その後、岐阜県高山市で2年間、長倉三朗に師事した。長倉は小糸焼の復興を行い、飛騨の里を創設した人物である。また、中川伊作にも師事した。
1974年に加茂町に戻り、天狗寺窯を開窯。1985年には、宇野雪村らの編纂した落款印譜集成に陶芸家として収録されている。
2020年1月24日、大腸がんのため死去。68歳没。

## 活動
美作土を使った作陶研究に携わり、茶陶や南蛮焼、粉引、織部焼、引出黒などを制作している。また、焚口、階段の有無、角度などを工夫して穴窯（窖窯）という古い様式の窯を使っており、勝間田焼の研究を行っている。10基ほどの窯を使用している。窯は窖窯のほかに、半地下式・半地上式窯などがあり、いずれも独自に設計・施工がなされ、レンガも自作となっている。
1989年と1991年に勝央郷土美術館で個展を開いている。茶の湯の造形展、長三賞陶芸展、現代茶陶展織部などに入選した。
2012年には、那覇市立壺屋焼物博物館において個展が開催された。2013年には、棟方志功・柳井道弘記念館などで美作国建国1300年記念「鎮魂の為のART4人展」が開催されている。天狗寺は、赤枝佳代子、飛鳥和子、梅川知子と並んで4人の中に名前を連ねている。また、2015年には、奈義町現代美術館において「木と土と－榎本勝彦×天狗寺陶白人」と題した展覧会が行われた。
なお、日本画や版画などの分野でも活動している。